# Antoine Verbij
Antoine Verbij (Boskoop, 25 juni 1951 – Berlijn, 9 oktober 2015) was een Nederlands filosoof en journalist. Verbij werkte onder andere als adjunct-hoofdredacteur van De Groene Amsterdammer. Hij was getrouwd met de schrijfster Annemieke Hendriks.